# 酒々井インターチェンジ
酒々井インターチェンジ（しすいインターチェンジ）は、千葉県富里市新橋と印旛郡酒々井町尾上にまたがる東関東自動車道のインターチェンジ（地域活性化インターチェンジ）である。

## 概要
酒々井町は成田国際空港の10キロメートル圏に位置しており、これに伴い急速な都市化が進行し、空港や物流拠点等へのアクセス強化による地域活性化、周辺の酒々井南部土地区画整理事業や富里第二工業団地における企業誘致が期待されていた。そのなかで本インターチェンジは「地域活性化インターチェンジ制度」を活用し、2005年（平成17年）度から千葉県が事業主体となり事業を進め、2013年（平成25年）4月10日に供用を開始した。
施工は千葉県は料金所からアクセス道路（出口交差点〜国道296号）、NEXCO東日本は千葉県の委託により料金所から東関東自動車道をそれぞれ担当した。事業区域内においては約5割（50,633ヘクタール）が埋蔵文化財包蔵地となっており、さらに東関東自動車道沿線には成田国際空港の重要施設である航空燃料パイプラインが埋設されているといった特色がある。特にパイプラインの移設は実質不可能であるため、下り線側のオンランプの構築にあたっては、既成PC杭による自立式の連続壁体構造が採用された。
構造は東関東自動車道側が割堀構造となっている。そのため、下り線の流入出のためのランプ橋とアクセス道路となる県道橋の新設工事、旧道である市道橋、町道橋の撤去工事を行った。
施設においては、分合流部の道路照明を除いた道路照明と建屋照明にLEDを用い、料金所屋根には太陽光発電パネルを設けるなど省エネルギー設備を取り入れている。

## 歴史
- 2004年（平成16年）4月28日 : 国土交通省より地域活性化インターチェンジ制度の施行命令を受ける。
- 2005年（平成17年）度 : 本インターチェンジの整備に関する事業を開始。
- 2013年（平成25年）4月10日 : 供用開始。

## 道路
- E51 東関東自動車道（8-1番）

## 接続する道路
- 千葉県道77号富里酒々井線（間接接続）

## 料金所
- ブース数：4

### 入口
- ブース数：2
  - ETC専用：1
  - 一般：1

### 出口
- ブース数：2
  - ETC専用：1
  - 一般：1

## 周辺
- 富里第二工業団地
- 酒々井プレミアム・アウトレット

## 隣
E51 東関東自動車道
(8) 佐倉IC - 酒々井PA - (8-1) 酒々井IC - (9) 富里IC